# Xantipa (album)
A Xantipa a Synkopy 61 cseh rockegyüttes első nagylemeze. Az együttes negyedik hanghordozójaként 1974-ben jelent meg. Az első három albumot középlemezként (EP) adták ki. Zenéjét Oldřich Veselý és Petr Směja szerezték, szövegírója Milan Hanák. Saját szerzeményeiket két Uriah Heep feldolgozás egészíti ki. A hangfelvételek a Csehszlovák Rádió brünni stúdiójában 1972 decembere és 1973 májusa között készültek. 2008-ban CD-n is kiadták.

## Az album dalai
A oldal:
1. Xantipa 2:40
2. Zelený lučištník 4:10
3. Brouk 2:57
4. Bílý vrány 2:27 (Uriah Heep feldolgozás)

B oldal:
1. Balón 4:17
2. Ptačí sonáta 3:40
3. Hrej se mnou fair 4:41 (Uriah Heep feldolgozás)

## Közreműködők
- Synkopy 61:
  - Petr Směja – elektromos gitár, akusztikus gitár, vokál
  - Pavel Pokorný – billentyűs hangszerek, ének, vokál
  - Jan Čarvaš – basszusgitár, vokál
  - Jiří Rybář – dob, vokál
  - Michal Polák – akusztikus gitár, bongó, tambura, ének, vokál
- Vendégzenészek:
  - Rudi Hájek – síp
  - Jiří Budař, Bohumil Štourač, Jan Slabák – trombita
  - Theodor Zawicki – harsona
  - Oldřich Veselý – ének

## Fordítás
Ez a szócikk részben vagy egészben a Xantipa (album) című cseh Wikipédia-szócikk fordításán alapul.  Az eredeti cikk szerkesztőit annak laptörténete sorolja fel. Ez a jelzés csupán a megfogalmazás eredetét és a szerzői jogokat jelzi, nem szolgál a cikkben szereplő információk forrásmegjelöléseként.